# Ordzin (przystanek kolejowy)
Ordzin – przystanek kolejowy w Koźminie na linii kolejowej nr 381 Oborniki Wielkopolskie - Wronki, w województwie wielkopolskim.